# Вертикальна зйомка гірничих виробок
Зйо́мка (зніма́ння) вертика́льна гірни́чих ви́робок (рос. съемка вертикальная горных выработок, англ. vertical survey of workings, нім. vertikal (seiger) Aufnahme f des Grubengebäudes) — комплекс вимірювань та обчислень для визначення висот пунктів маркшейдерських опорних мереж, реперів і ін. Результати зйомки вертикальної гірничих виробок застосовуються при побудові профілю виробок, або рейкової колії, складанні вертикальних розрізів товщ гірських порід, задаванні напрямів гірничим виробкам у вертикальній площині та ін. З.в.г.в. виконують способом геометричного нівелювання при кутах нахилу виробок до 8о і способом тригонометричного нівелювання при більших кутах нахилу.